# Llame pa' verte (bailando sexy)
«Llamé pa' verte (bailando sexy)» es el segundo sencillo de Pa'l Mundo, álbum del dúo de reguetón Wisin & Yandel.

## Posicionamiento
| Listas (2006)        | Posición máxima |
| -------------------- | --------------- |
| Billboard Hot 100    | 100             |
| Hot Latin Tracks     | 1               |
| Latin Rhythm Airplay | 1               |
| Tropical Airplay     | 1               |
| Chile Singles Chart  | 9               |